# 丹後半島
丹後半島（たんごはんとう）は、京都府北部にある半島。日本海に向かって北東方向に突き出ている。与謝半島（よさはんとう）、奥丹後半島（おくたんごはんとう）という別名があり、由良半島（ゆらはんとう）という旧称がある。海岸部など一部は丹後天橋立大江山国定公園に含まれる。

## 地理

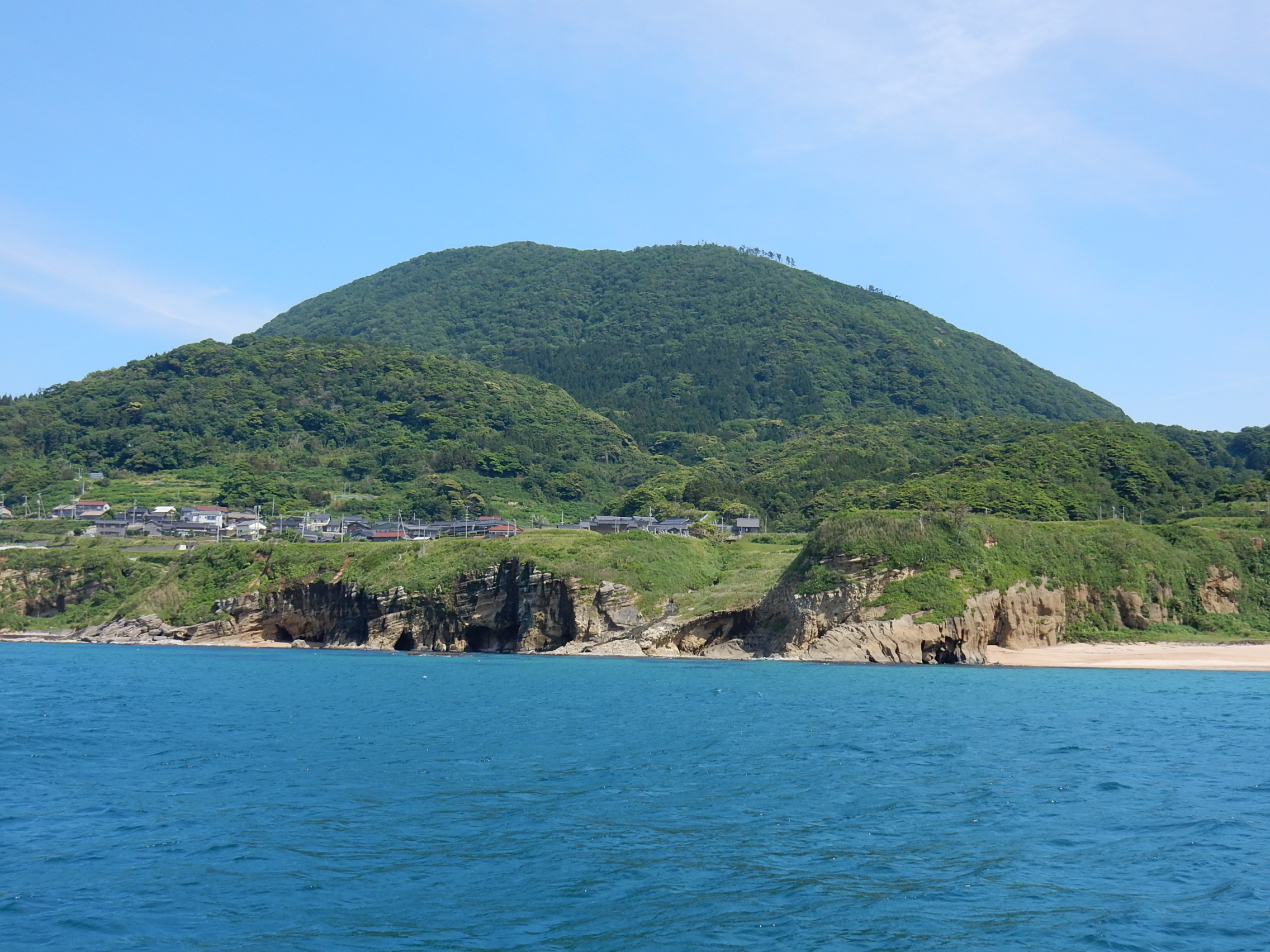
依遅ヶ尾山

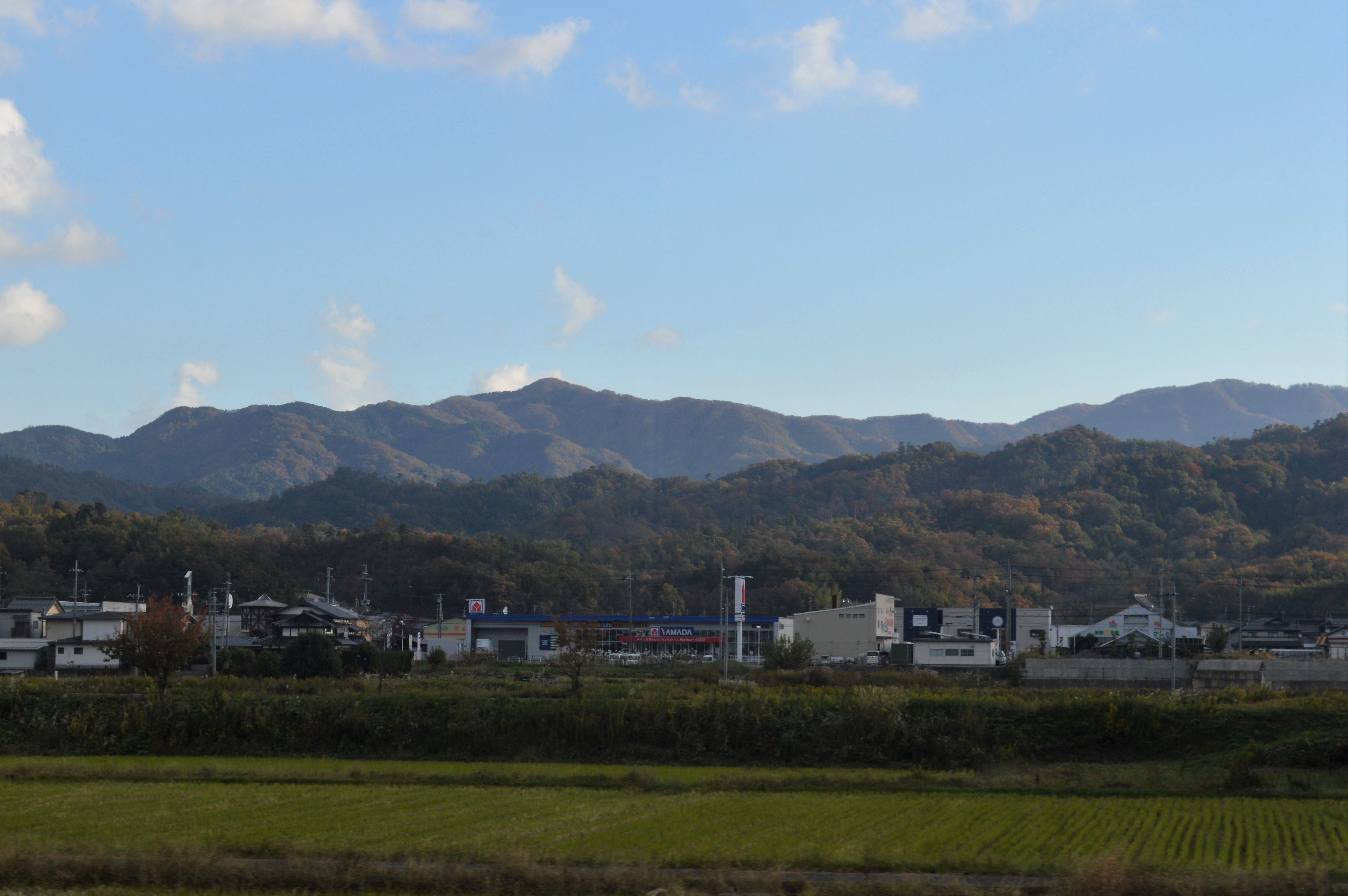
金剛童子山

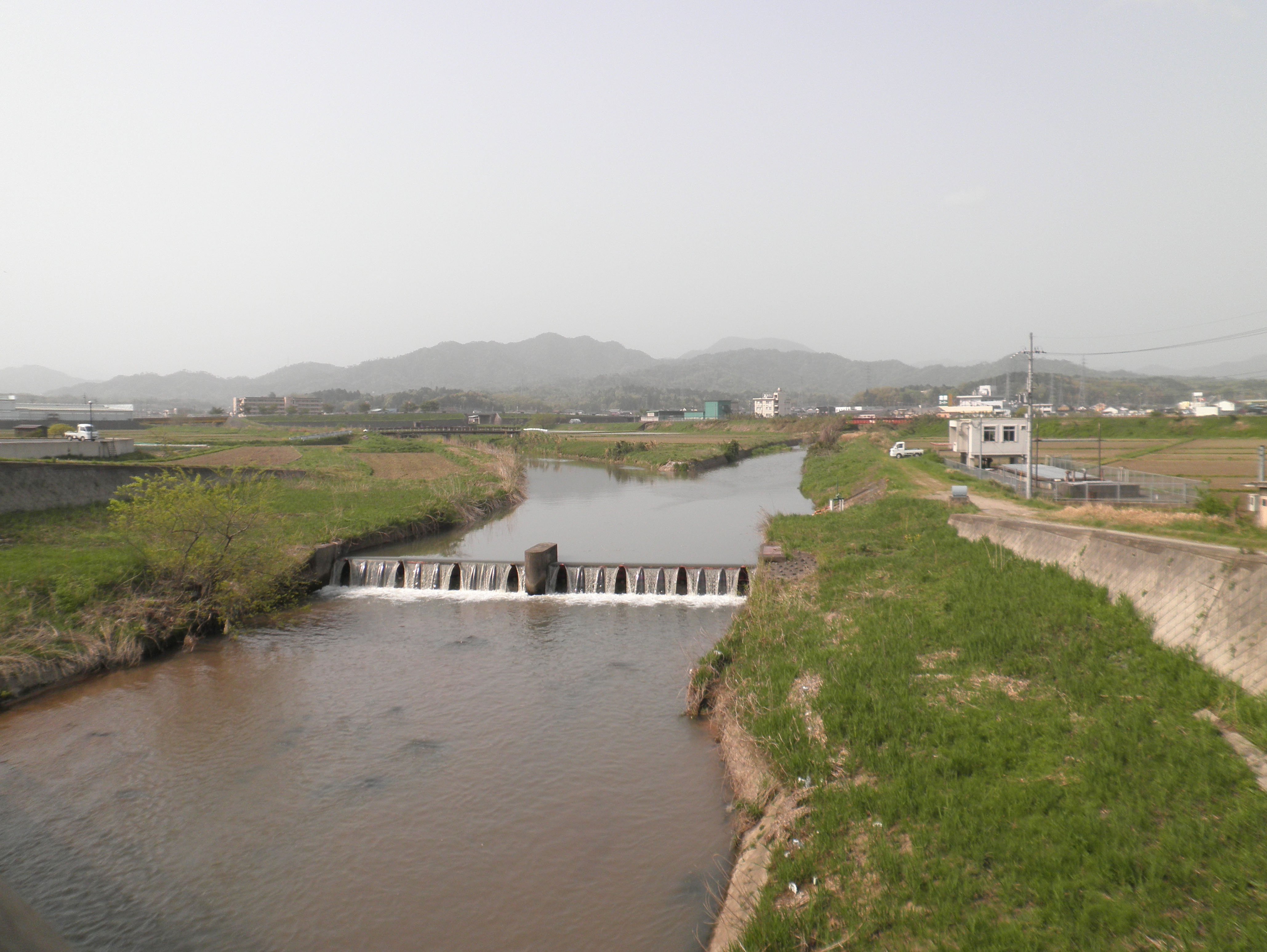
竹野川

京都府京丹後市と与謝郡伊根町の全域、与謝郡与謝野町と宮津市の一部が含まれる。丹後半島北端にある経ヶ岬から、越前海岸にある越前岬をもって若狭湾を形成する。丹後半島の東端は新井崎。半島南東部の付け根付近では天橋立が伸び、宮津湾から阿蘇海を形成している。全国的に有数の降雪地帯で、冬以外でも突然雨が降り出すような気候であり、『弁当忘れても、傘忘れるな』という言葉がある。

### 山岳
丹後半島の最高峰は標高702mの高山である。丹後半島で全長・流域面積ともに最大の河川は竹野川である。
- 高山 - 標高702m。
- 太鼓山 - 標高683m。
- 汐霧山 - 標高647m。
- 角突山 - 標高629m。
- 高尾山 - 標高620m。
- 金剛童子山 - 標高613m。
- 権現山 - 標高601m。
- 鼓ヶ岳 - 標高569m。
- 依遅ヶ尾山 - 標高540m。
- 蝙蝠山 - 標高311m。

### 河川
- 竹野川 - 全長27.6km、流域面積206.4km2。
  - 鱒留川 - 竹野川の支流。全長12.6km、流域面積39.9km2。
  - 小西川 - 竹野川の支流。全長5.0km、流域面積10.5km2。
- 宇川 - 全長17.89km、流域面積54.2km2。
- 福田川 - 全長12.4km、流域面積30.5km2。
- 野田川 - 全長15.5km、流域面積99.2km。

### その他水域
- 宮津湾
- 阿蘇海
- 伊根湾
- 離湖

## 歴史

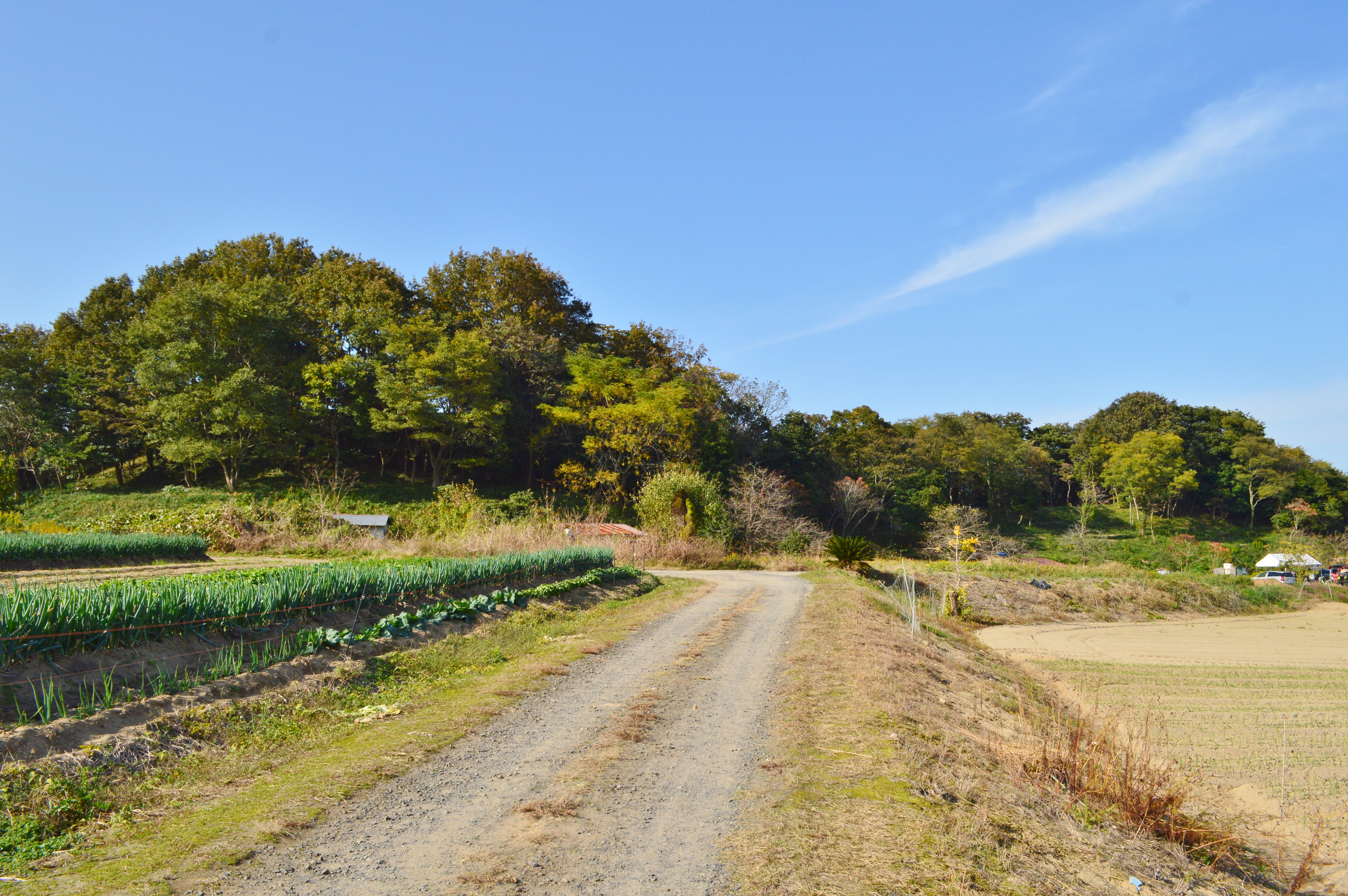
網野銚子山古墳

4世紀後半建造とされる巨大古墳も多く、古代より大陸との交流が盛んな所で近年の考古学的発掘によりこの地方に一大勢力があったことが確認されている。網野銚子山古墳は国の史跡に指定されており、日本海側および京都府では最大規模の古墳である。
丹後地方では江戸時代中期より絹織物が発達し、特に丹後ちりめんが伝統産業となった。

## 観光
天橋立、経ヶ岬、丹後松島、伊根の舟屋、琴引浜、夕日ヶ浦温泉など海岸線が形成する観光地や景勝地が多いほか、夏は海水浴、冬は蟹料理や温泉を目当てに訪れる観光客や四季を通して釣り客で賑わう。
丹後半島の海岸には大量の漂着物がある。京丹後市丹後町では漂着物を拾い集める遊びを「ビーチコーミング」と呼び、漂流物が観光資源とみなされている。

### 観光スポット
- 天橋立 - 宮津湾と阿蘇海を隔てる砂州。日本三景のひとつ。
- 山陰海岸ジオパーク
  - 経ヶ岬 - 経ヶ岬灯台がある岬。
  - 立岩 - 後ヶ浜海岸にある岩。
  - 屏風岩
  - 丹後松島 - 日本海に面する景勝地。
  - 袖志の棚田
  - 琴引浜 - 鳴き砂で知られる海岸。国の天然記念物及び名勝。
  - 久美浜湾
- 伊根の舟屋 - 重要伝統的建造物群保存地区。
- 成相寺 - 真言宗の寺院。西国三十三所第28番札所。

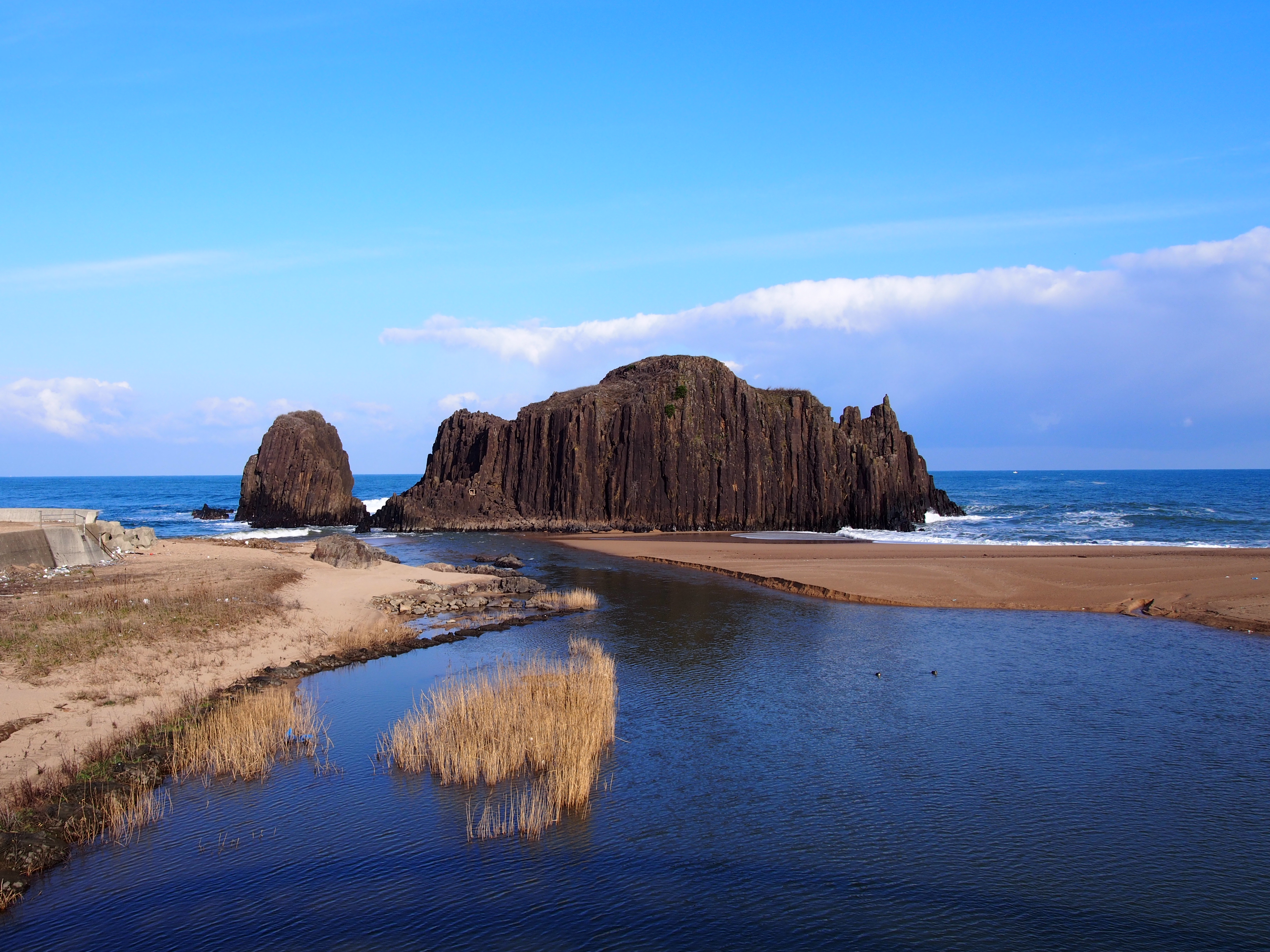
立岩
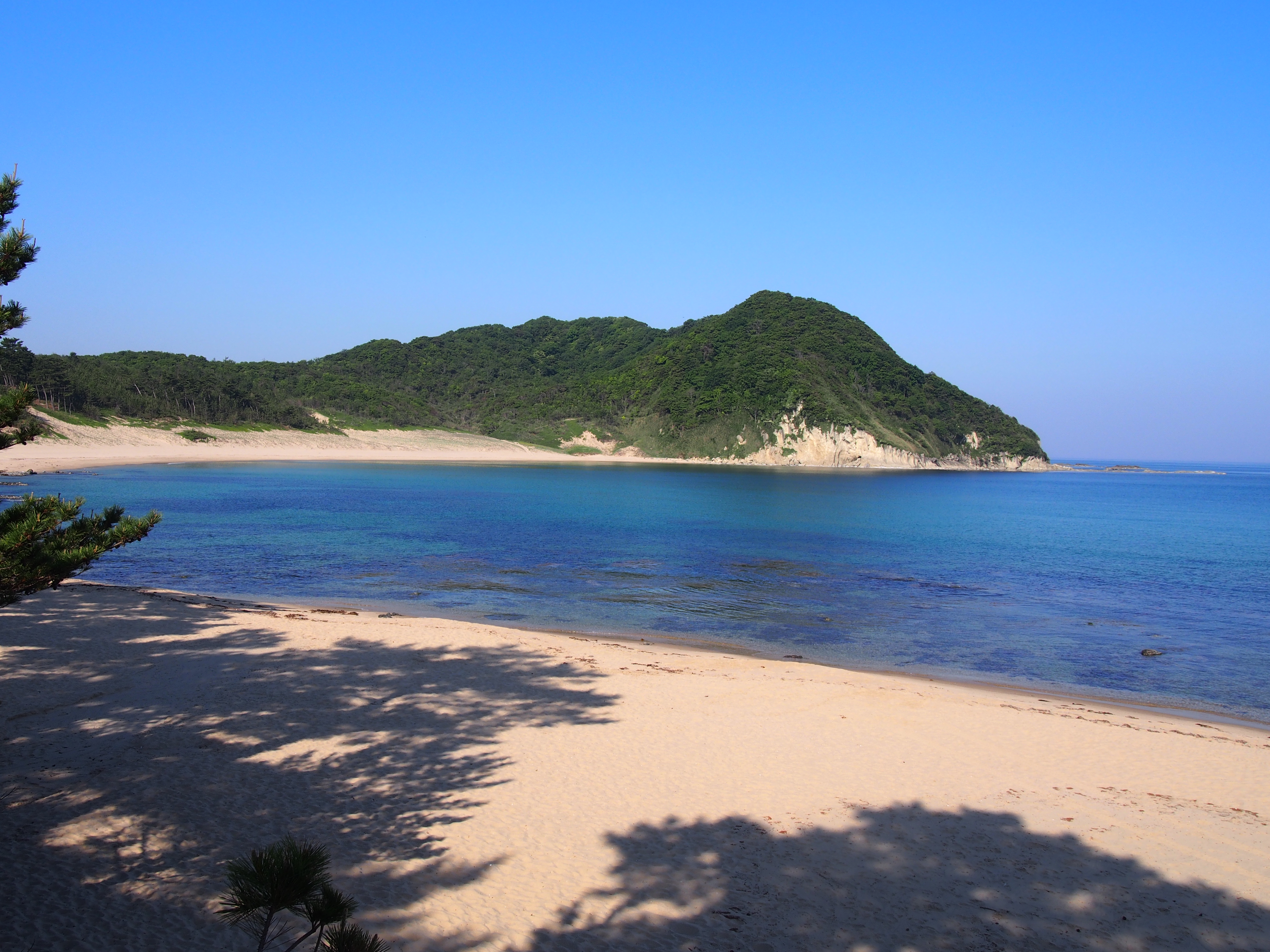
琴引浜
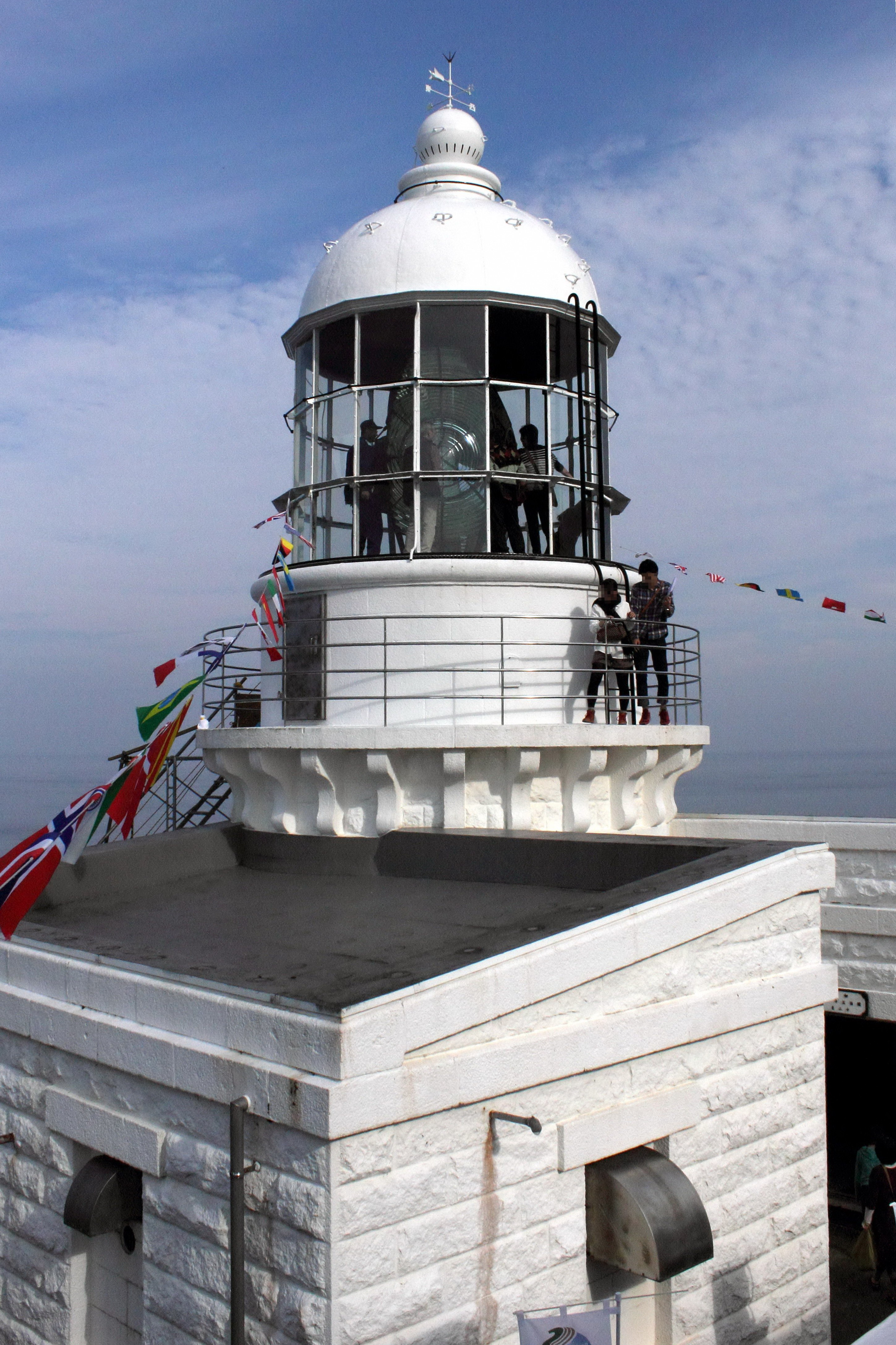
経ヶ岬灯台
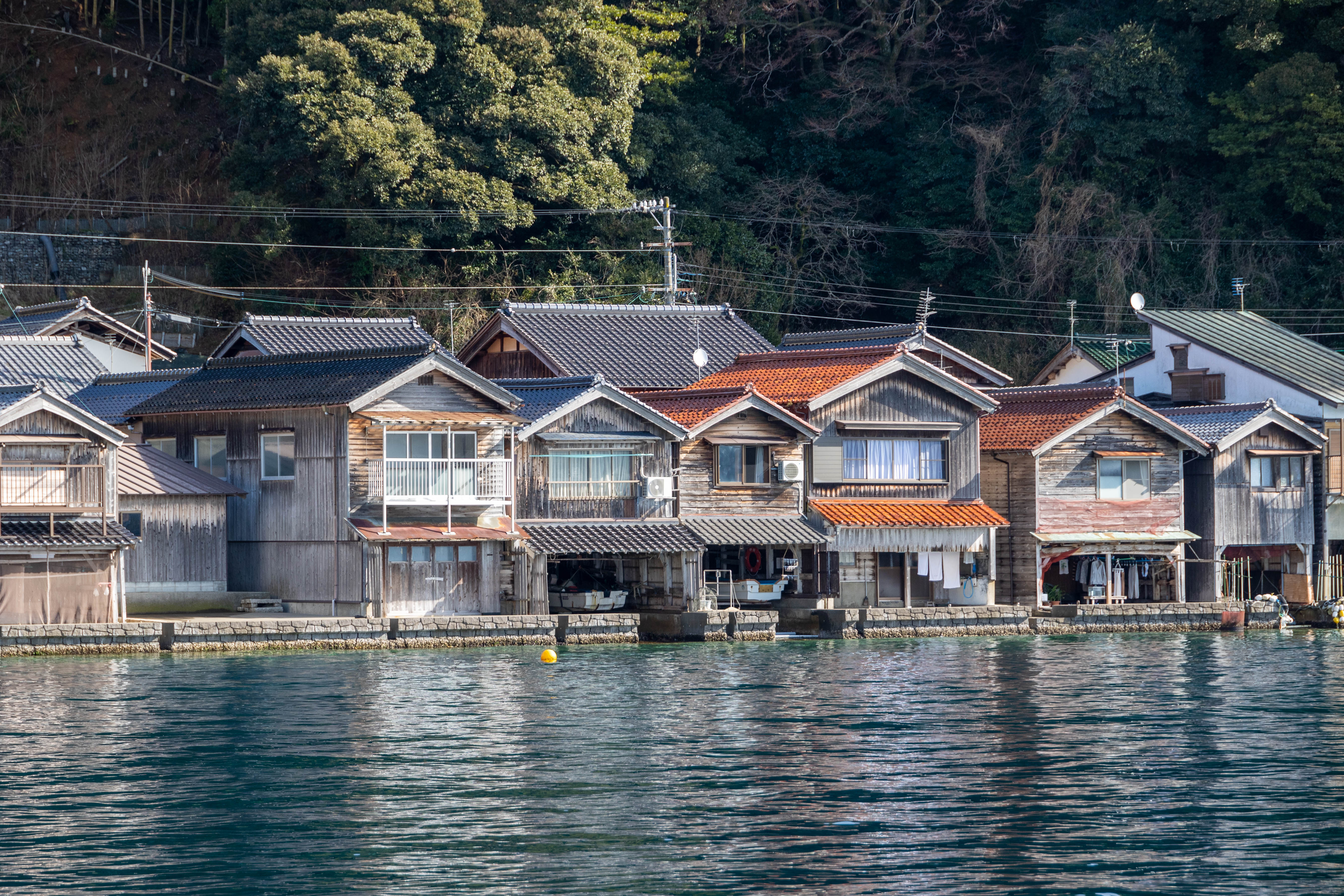
伊根の舟屋
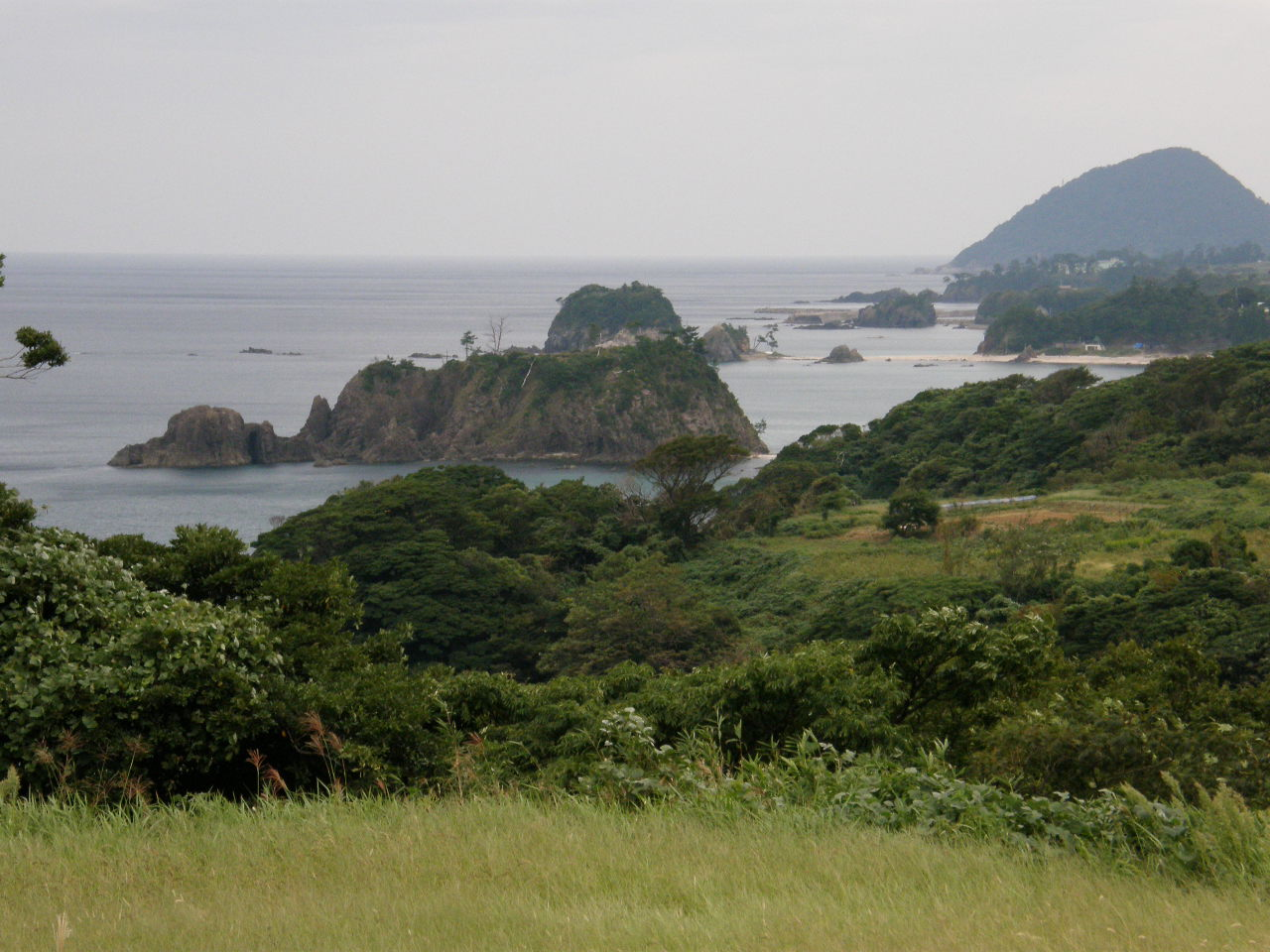
丹後松島
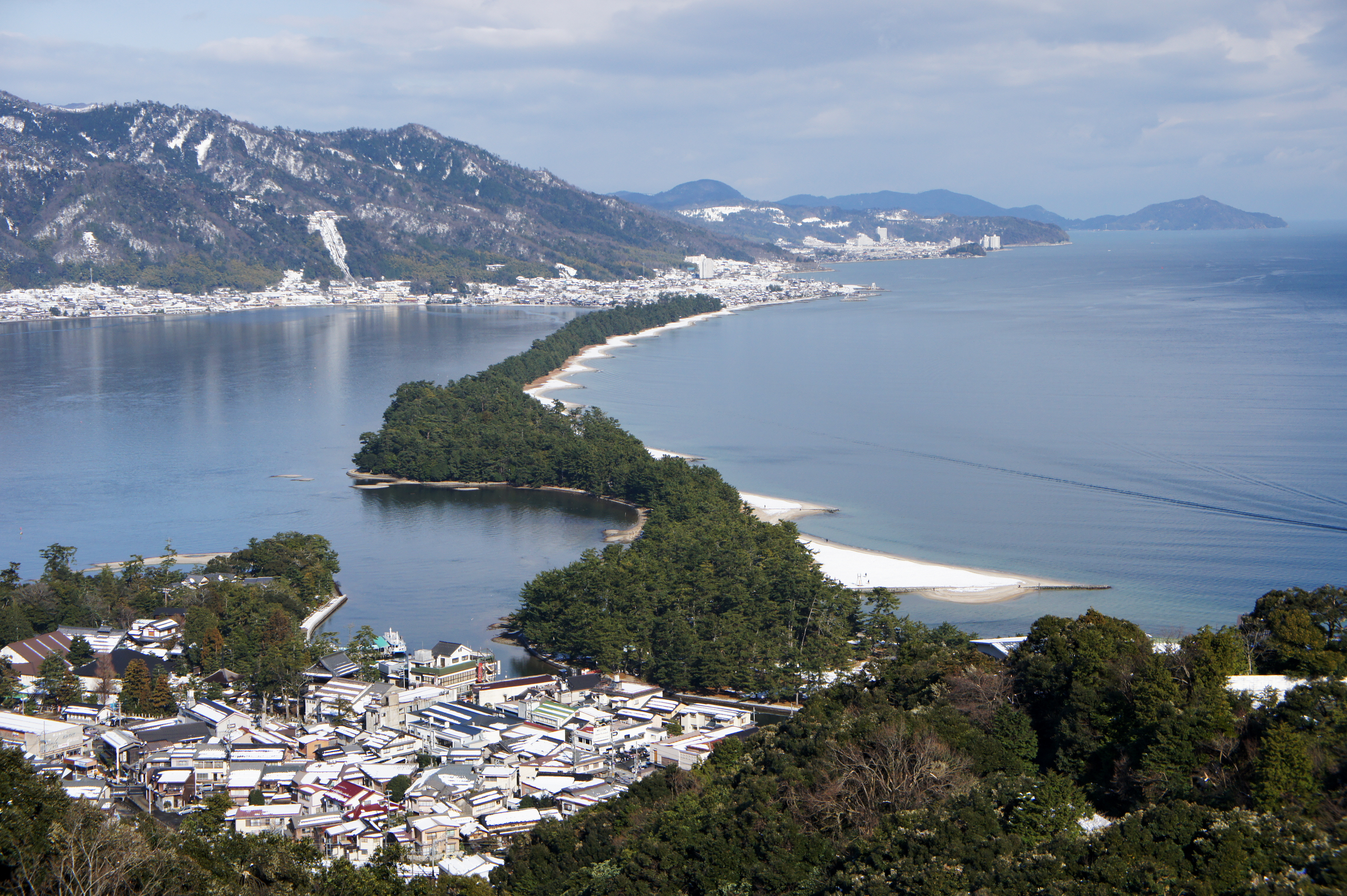
天橋立

### 温泉
- 夕日ヶ浦温泉
- 木津温泉
- 久美の浜温泉
- 久美浜シーサイド温泉
- 浅茂川温泉
- 丹後温泉
- 小野小町温泉
- 弥栄あしぎぬ温泉（日帰り専用）
- 宇川温泉よし野の里